# Bandera del Atlántico (Colombia)
La bandera del Atlántico  es uno de los tres símbolos oficiales del departamento colombiano del Atlántico junto al himno y al escudo. Fue adoptada por medio del Decreto 000589 del 27 de noviembre de 1989.

## Historia
Con motivo de los 75 años de la creación del departamento del Atlántico, la Asamblea Departamental abrió un concurso para escoger la bandera oficial del departamento por medio de la Ordenanza 18 del 21 de noviembre de 1985. El Comité de Evaluación, en sesión del 6 de mayo de 1986, escogió el diseño de Juan Orlando Correa.

## Características
La forma de la bandera es la de un rectángulo de proporción de tres de alto por cinco de largo dividido en tres franjas longitudinales de igual altura, la superior y la inferior blancas, la central roja.

## Uso
El pabellón debe ser utilizado por oficinas públicas y privadas, colegios y demás entidades con sede en el departamento. Además, debe ser izado en la fecha conmemorativa de la creación del departamento y en actos y fechas cívicos y patrióticos conjuntamente con las banderas de Colombia y de Barranquilla.